# Pięć ras pod jedną unią

Pięć ras pod jedną unią – jedna z ważniejszych zasad Republiki Chińskiej, która powstała w 1911 roku w wyniku Rewolucji Xinhai.

## Opis
Zasada ta podkreślała harmonię pięciu największych grup etnicznych w Chinach, które reprezentowane były przez pięć kolorowych pasów na fladze Republiki Chińskiej: Han (czerwony), Mandżurowie (żółty), Mongołowie (niebieski), Hui (chińscy muzułmanie, biały) i Tybetańczycy (czarny).
W tym kontekście słowo "muzułmanin" (włączając w to chińskie 回, huí) oznacza muzułmańskie ludy tureckie w zachodniej części Chin, a termin "muzułmańskie terytorium" (回疆; "Huijiang") jest dawną nazwą Sinciang z czasów dynastii Qing. Znaczenie terminu "ludzie Hui" stopniowo zmieniało się do swojego obecnego znaczenia – grupy odróżniającej się od Chińczyków Han nie tylko wiarą i przodkami z wczesnych czasów Republiki Chińskiej (1911-1949).

## Historia
Podczas rządów dynastii Sui, chorągwie wojskowe przedstawiały różne kolory, czerwony (ogień), niebieski (drewno), żółty (ziemia), biały (metal) i czarny (woda), jako odzwierciedlenie pięciu żywiołów. Dynastia Tang przyjęła ten zwyczaj, ale połączyła barwy w jedną flagę używaną do celów wojskowych. W późniejszych czasach "flaga pięciu zjednoczonych żywiołów" była odnawiana i ponownie używana w celach wojskowych lub dyplomatycznych. Na malowidle z czasów dynastii Qing, przedstawiającym zwycięstwo Mandżurów nad muzułmańską rebelią dowodzoną przez Du Wenxiu w prowincji Junnan, flaga wojskowa Qing przedstawia pięć żywiołów w kolejności: żółty, biały, czarny, zielony i czerwony.

## Galeria

Oznaczenie wojskowe o kolorystyce nawiązującej do flagi
Symbol sił powietrznych Republiki Chińskiej w latach 1912-1928
Flaga narodowa 1912–1928
Narodowa flaga Cesarstwa Chińskiego (1915–1916)
Inny wariant narodowej flagi Cesarstwa Chińskiego (1915-1916)
Flaga Mandżukuo 1932–1945
Flaga Reformowanego Rządu Republiki Chińskiej (1938–1940)